# Ampsen

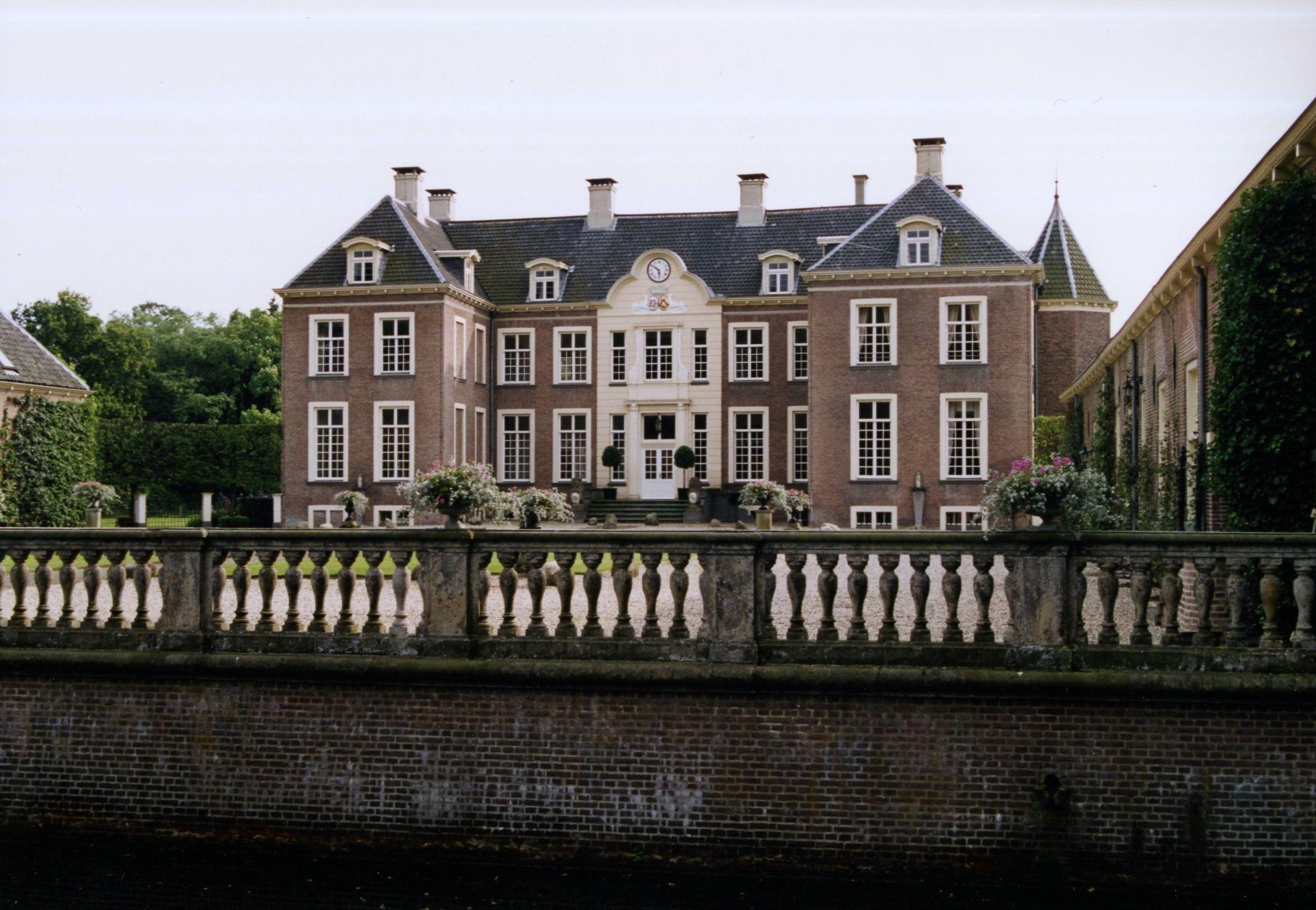
Ampsen

Ampsen ist ein Schloss, ein Landgut und ein Weiler in der Gemeinde Lochem, nördlich der Stadt Lochem, in der niederländischen Provinz Gelderland. Der Weiler hat 280 Einwohner (2009).

## Geschichte
Im Jahr 1105 wird ein „Ulricus de Amsene“ als Zeuge in einer gefälschten Urkunde erwähnt, woraus gefolgert wird, dass es schon damals ein Gut namens Ampsen gegeben haben muss. Es gab zwei Orte namens Ampsen: Ouden-Ampsen und Nieuwen-Ampsen. Ouden-Ampsen war ein Lehen der Herzöge von Geldern und wird als solches seit 1379 in den Lehnsregistern des Bereichs Zutphen erwähnt. Zu dieser Zeit war es bereits ein befestigtes Haus, denn 1389 versprach sein Besitzer dem Herzog von Geldern und seinen Untertanen, von diesem Haus aus niemandem Schaden zuzufügen. Nieuwen-Ampsen lag neben Ouden-Ampsen und war ein Allodialgut, bis es 1650 ebenfalls zu einem Gelderländer Lehen gemacht wurde. Beide Häuser Ampsen wurden 1605 von den spanischen Truppen zerstört. Gerrit Jan van Nagell ließ das heutige Haus wahrscheinlich in den Jahren um 1620 erbauen. An die rechte Seite des L-förmigen Gebäudes wurde ein neuer Flügel angebaut, so dass ein U-förmiger Grundriss entstand. Der Burggraben um das Haus wurde zugeschüttet. Es ist jedoch nicht bekannt, ob van Nagell dafür einen völlig neuen Ort gewählt hat. Heute gibt es in der Nähe des Ortes, an dem Ouden-Ampsen einst stand, einen Bauernhof mit diesem Namen und eine teilweise umschlossene Schlossinsel; zwischen diesem Bauernhof und dem heutigen Schloss befindet sich ein Bauernhof namens Nieuwen-Ampsen. Das Schloss wurde um 1750 erweitert und umgebaut. Heute sind das Schloss und das Anwesen in Privatbesitz. Ein Nebengebäude kann als Ferienhaus gemietet werden.

## Besitzer
Die Herren und Damen von Ampsen waren:
- Jonkheer Herr Rudolph Everhard Willem van Weede, Herr der beiden Ampsen (1931–2014), Sohn von
- Wilhelmina Elisabeth Charlotte van Weede-gravin van Lynden van Sandenburg (1900–1984), Schwester der folgenden Personen; keine Dame von Ampsen
- Marie Jacqueline Gräfin van Lynden van Sandenburg (1903–1983), Tochter der folgenden Personen
- Gerarda Cornelia Baronin van Nagell (1878–1946), Tochter der folgenden, heiratet 1900 F.A.C. Graf van Lynden van Sandenburg (1873–1932)
- Mr. Assueer Jacob Baron van Nagell (1853–1928), Sohn der folgenden
- Justinus Egbert Hendrik Baron van Nagell (1825–1901), Sohn der folgenden
- Christien Jasper Adrien Baron van Nagell (1784–1883), Herr der beiden Ampsen 1774–, Sohn der folgenden
- Johan Herman Sigismund van Nagell (1730–1784), Herr der beiden Ampsen (1751) Sohn der folgenden
- Hendrik Jacob van Nagell (1696–1742), Herr der beiden Ampsen 1733–, Sohn der folgenden
- Johan Herman van Nagell (1648–1698), Herr der beiden Ampsen 1677–, Sohn der folgenden
- Gerrit Jan Nagell (–1675), Herr der beiden Ampsen, Sohn der folgenden
- Joost Nagel (–1646), Herr von Olden-Ampsen, 1595–, Sohn der folgenden
- Johan Nagel († zwischen 1579 und 1581), Herr von Olden-Ampsen, 1571–, Sohn der folgenden
- Joost Nagel (–1558), Herr von Olden-Ampsen, 1547–, heiratet 1539 Anna van Keppel, verpfändet zu Ampsen 1547, Tochter der folgenden
- Johan van Keppel, Herr von Olden-Ampsen

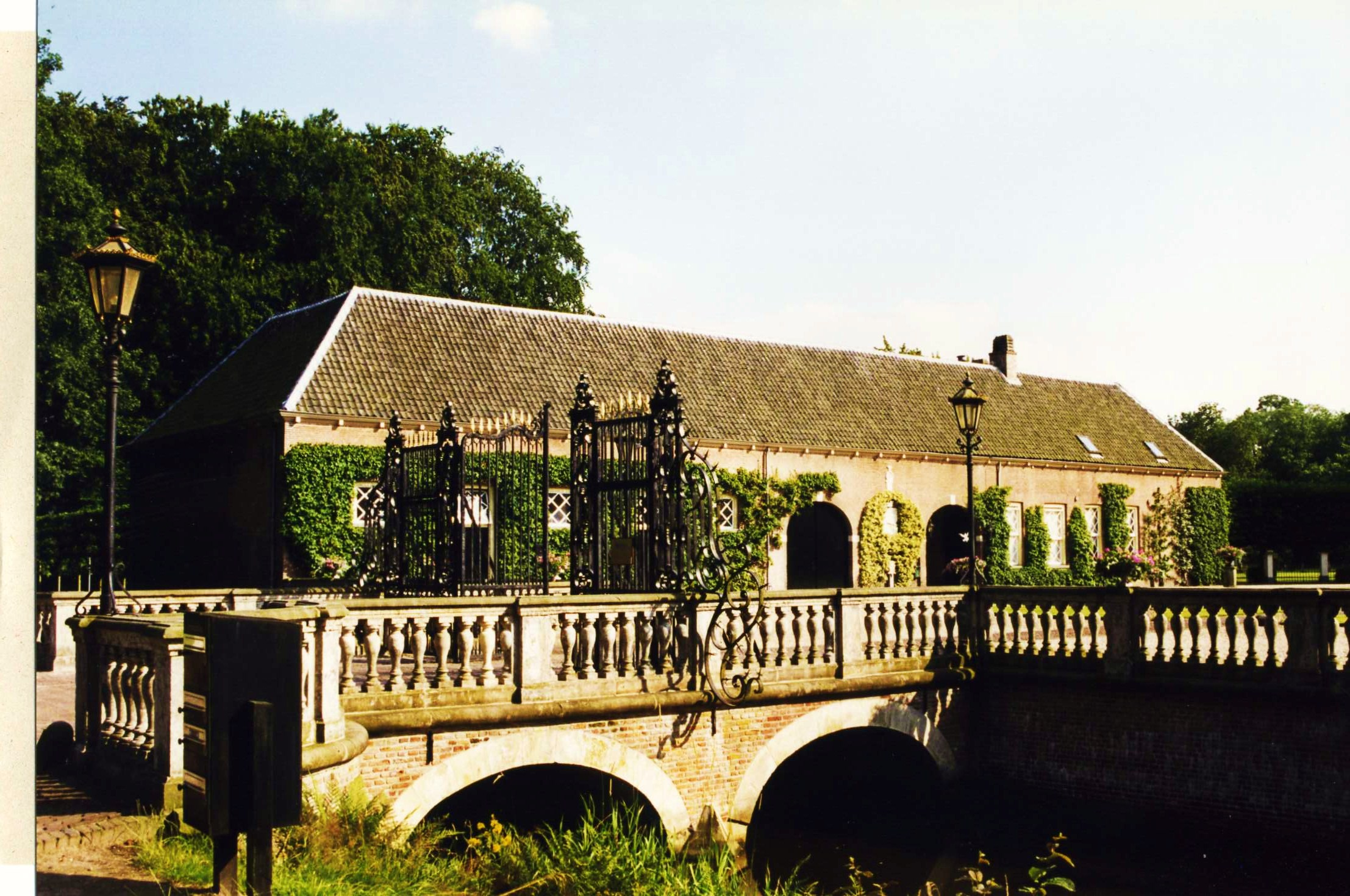
Brücke zum Schloss
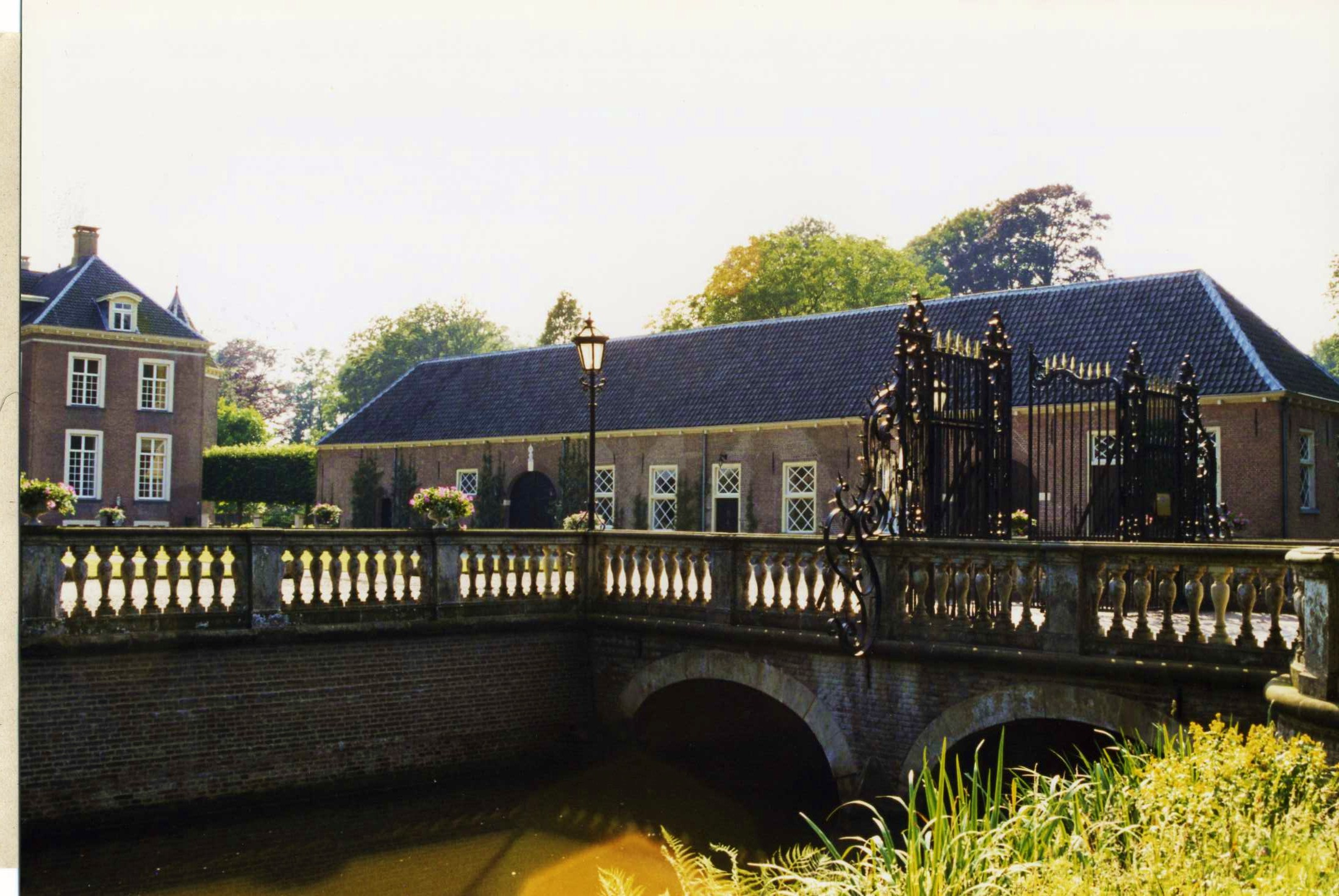
Nordwestansicht
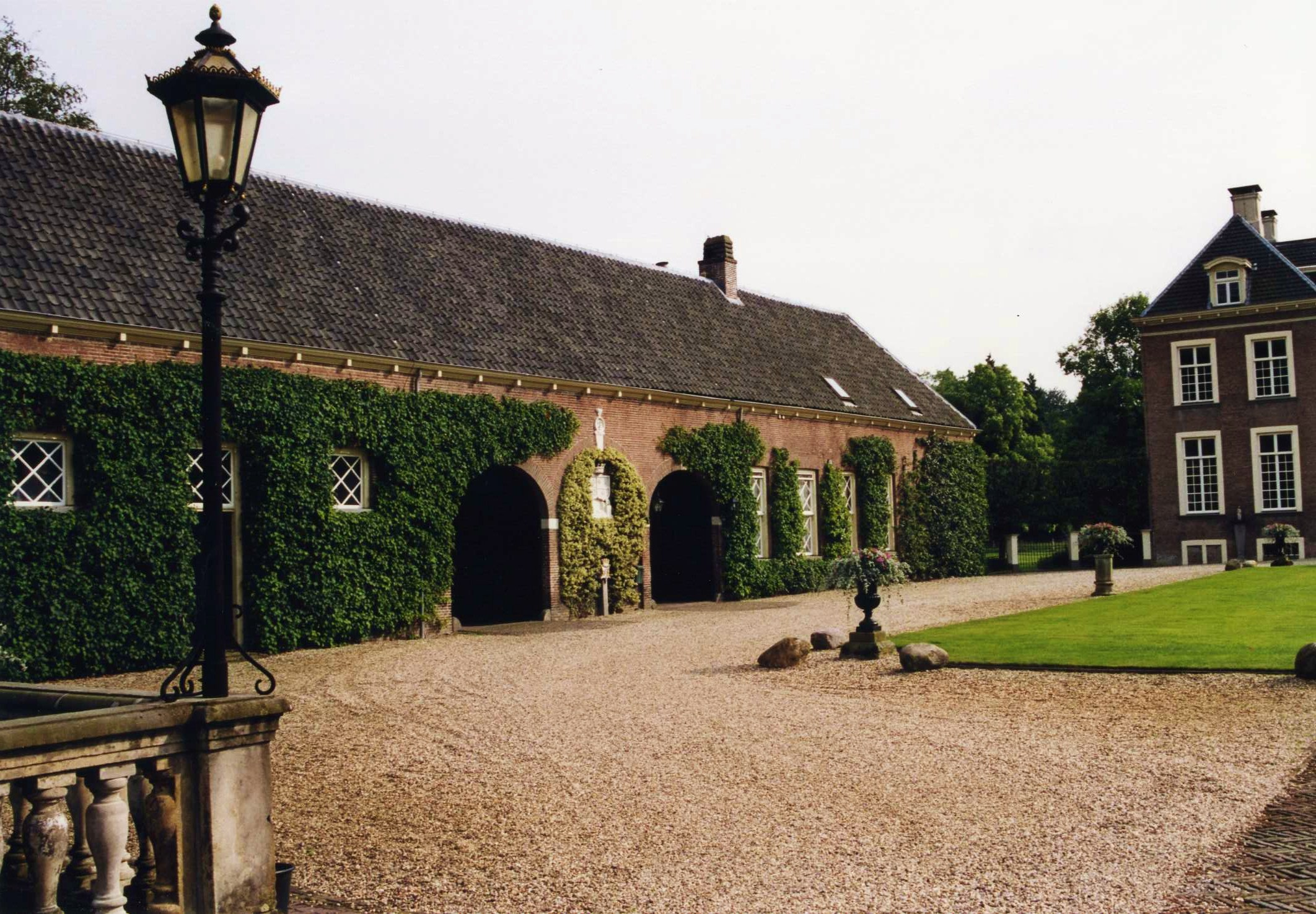
Südostansicht
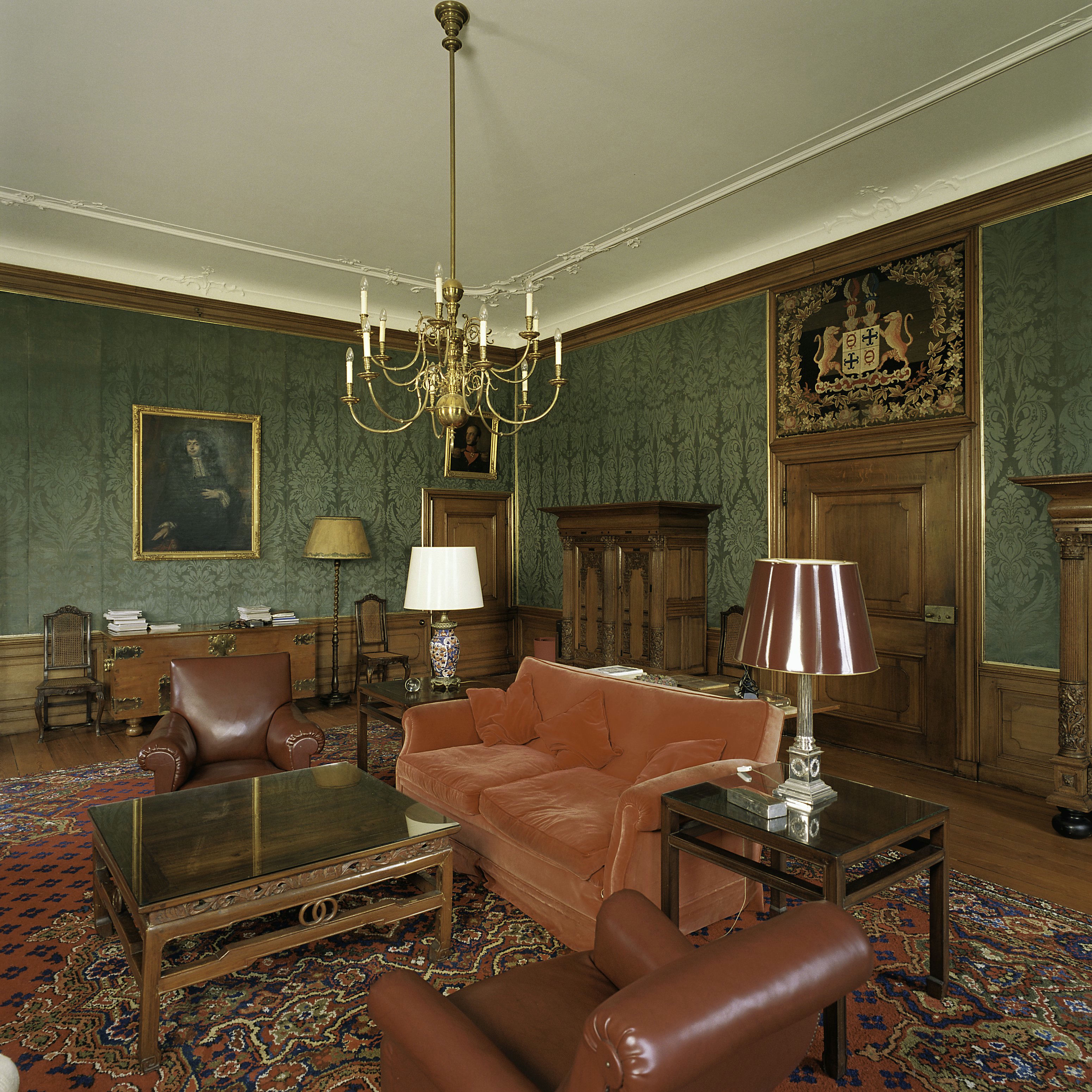
Grünes Zimmer